# Izydor Gąsienica-Łuszczek
Izydor Gąsienica-Łuszczek (ur. 29 marca 1912 w Zakopanem, zm. 5 października 1992 tamże) – polski narciarz, mistrz Polski w kombinacji klasycznej z 1933 r.

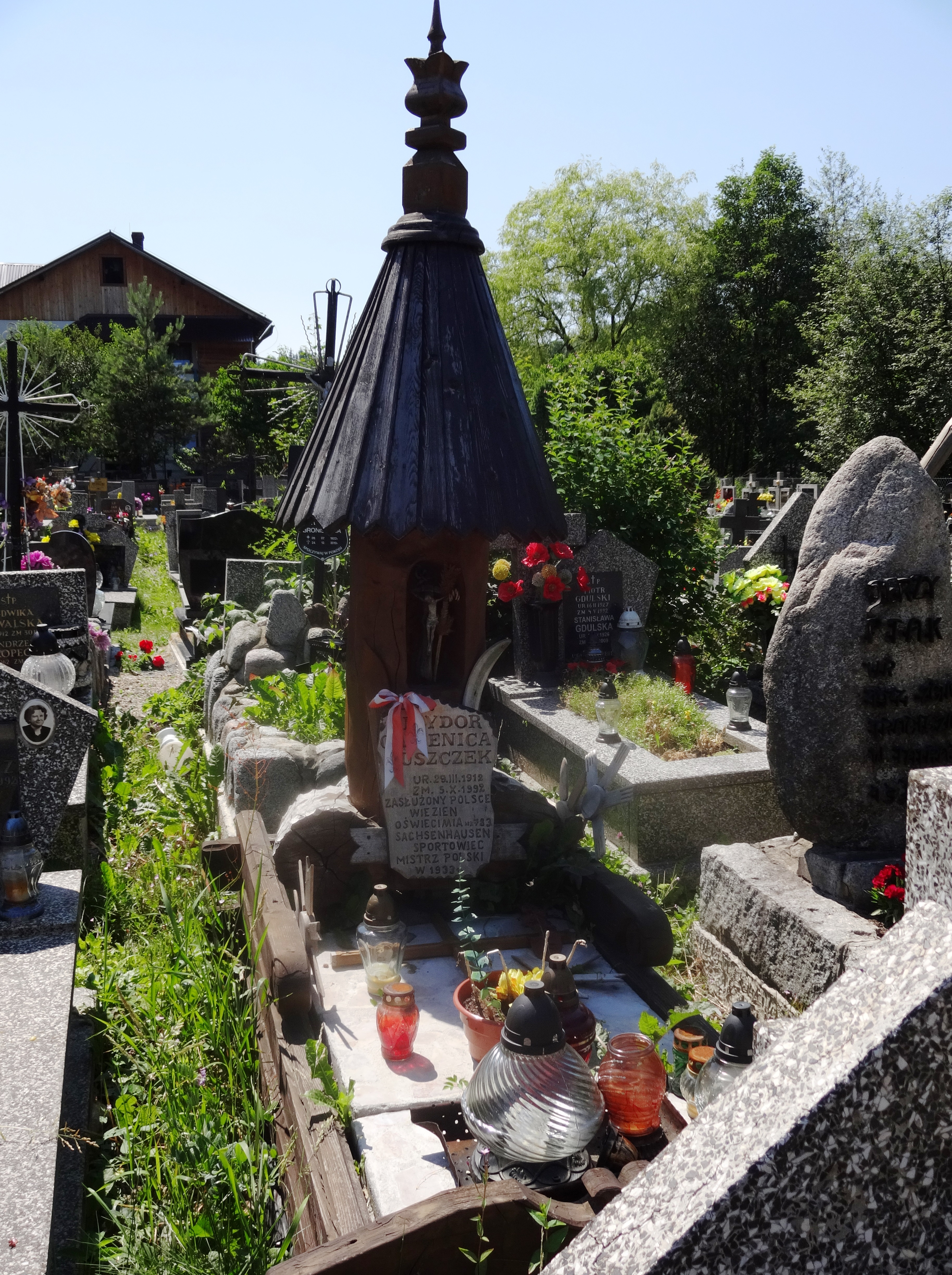
Grób Izydora Gąsienicy-Łuszczka
na Nowym Cmentarzu w Zakopanem

## Życiorys
W wieku 19 lat rozpoczął karierę narciarską w klubie „Wisła”. W 1929 r. wygrał zawody o mistrzostwo Szkoły Przemysłu Drzewnego. W 1931 r. w Westerowie w Czechosłowacji wygrał z Recknaglem o 1,5 m. W zawodach w jugosłowiańskiej miejscowości Bojanske Pleso zajął trzecie miejsce. W 1932 r. zdobył srebrny medal w mistrzostwach Polski w skokach narciarskich. W 1932 i 1934 został wicemistrzem Polski w kombinacji klasycznej. W 1933 zdobył tytuł mistrza Polski w kombinacji klasycznej oraz 8. miejsce w skokach, 35. w kombinacji i 109. w biegu na 18 km na Mistrzostwach Świata w Innsbrucku. Na MŚ 1934 był 24. w skokach, 19. w kombinacji i 102. w biegu na 18 km, a na MŚ 1935 48. w skokach.
Prowadził warsztat naprawy sprzętu narciarskiego w Zakopanem. W okresie okupacji stał się on punktem kontaktowym dla uciekinierów z całej Polski. Został aresztowany przez gestapo 23 lutego 1940 roku. Był torturowany w pensjonacie Palace. Później przetrzymywany był w więzieniu na Nowotarskiej i więzieniu Montelupich w Krakowie. 20 czerwca 1940 r. przeniesiono go do obozu koncentracyjnego w Oświęcimiu – otrzymał numer obozowy 783. Z uwagi na uzdolnienia plastyczne trafił do obozowego „muzeum”, w którym gromadzono eksponaty zrabowane więźniom, gdzie wykonywał płaskorzeźby i figury. Przebywając w obozie, przemycał słodzoną kawę dla wycieńczonych współwięźniów. Po ewakuacji obozu trafił do Sachsenhausen. Transport, którym go przepędzano w Schwerinie, uwolnili Amerykanie 2 maja 1945 roku.
W 1946 roku posądzono go o współpracę z Józefem Kurasiem „Ogniem”, co spowodowało, że musiał ukrywać się przez trzy miesiące. Zaprzestano go ścigać po dwukrotnej interwencji Józefa Cyrankiewicza, który również był więźniem w obozie w Oświęcimiu.
20 czerwca 1947 ożenił się z Anną z domu Łojas. Mieli dwoje dzieci, Jerzego i Elżbietę.
Po zakończeniu II wojny światowej Łuszczek ponownie otworzył warsztat naprawy nart przy ul. Staszica, który odziedziczył po jego śmierci syn Jerzy.
Nad warsztatem Łuszczka wisiała reklama z napisem „NARCIARZE – nie łamcie nóg – łamcie narty”.
Został pochowany na Nowym Cmentarzu w Zakopanem (kw. H1-5-6).

## Starty na mistrzostwach Polski w skokach narciarskich
| Miejsce | Dzień   | Rok  | Miejscowość | Skocznia       | Punkt K | Konkurs | Skok 1 | Skok 2 | Skok 3 | Nota      | Strata   | Zwycięzca          |
| ------- | ------- | ---- | ----------- | -------------- | ------- | ------- | ------ | ------ | ------ | --------- | -------- | ------------------ |
| 2.      | 6 marca | 1932 | Zakopane    | Wielka Krokiew | K-55    | ind.    | 52,0 m | 58,0 m | 60,0 m | 326,5 pkt | 17,0 pkt | Stanisław Marusarz |